# Ulica Złotoryjska w Lwówku Śląskim
Ulica Złotoryjska (niem. Strasse nach Goldberg, Goldberger Strasse) – ważna ulica w Lwówku Śląskim, o długości 4100 m,  ciągnąca się przez Dolinę Widnicy. Przebiega przez dzielnicę Lwówka Śląskiego – Płakowice, częściowo wzdłuż nieczynnej linii kolejowej nr 284. Stanowi część głównej arterii komunikacyjnej Lwówka Śląskiego i drogi wojewódzkiej nr 364.
Ta ulica uważana jest za najbardziej ruchliwą trasę w Płakowicach. Średni ruch dobowy na drodze wojewódzkiej nr 364, na odcinku Lwówek Śląski – Pielgrzymka wynosi 1757 pojazdów.

## Przebieg
Przyjmując, że ulica Złotoryjska zaczyna się od skrzyżowania z ul. Widokową i ul. Wyzwolenia, to droga dalej krzyżuje się z ul. Słoneczną, następnie z ul. Płakowicką z prawej. Na 800. metrze droga ta krzyżuje się z ul. Widnica, a na 825. metrze przecina potok Widnicy. Dalej droga krzyżuje się z prawej strony z ulicą Wąską, z lewej strony z ulicą Torową, dwukrotnie z prawej strony z ulicami Chabrową i Pałacową. Na 1400. metrze w lewo odchodzi ul. Malownicza, a 200 m dalej w prawo ulica Nowy Świat. Ostatnie skrzyżowanie znajduje się na 1700. metrze drogi z ulicą Sadową z lewej strony. Ulica kończy się na 4100. metrach i droga prowadzi dalej przez miejscowość Bielanka, w stronę Złotoryi.

## Historia
Do 1945 roku ulica nosiła niemieckojęzyczną nazwę Goldberger Strasse (ulica Złotoryjska), ze względu na kierunek przebiegu ulicy w stronę Złotoryi. Szeroka ulica, zabudowana jest pojedynczymi domami i gospodarstwami. Usunięcie zagrożenia powodziowego poprzez budowę wałów przeciwpowodziowych i Kanału Ulgi w okolicy ulicy Złotoryjskiej poskutkowała pojawieniem się nowych, atrakcyjnych terenów, położonych nieopodal centrum miasta.